# Ratpenat de l'Índia
El ratpenat de l'Índia (Pipistrellus coromandra) és una espècie de ratpenat de la família dels vespertiliònids que es troba a l'Afganistan, Bangladesh, Bhutan, Cambodja, l'Índia, Myanmar, el Nepal, el Pakistan, Sri Lanka i Tailàndia.